# Prizrenska liga
Liga za obranu prava albanskog naroda ili skraćeno Prizrenska liga (Lidhja e Prizrenit) bila je vojno - politička organizacija, osnovana 1878., u kosovskom gradu Prizrenu. Njen osnovni cilj bio je suprotstavljanje odlukama Berlinskog kongresa koji je prepuštao dio prostora naseljenog Albancima u Crnoj Gori i Srbiji. Konkretno, Liga se protivila uključivanju područja Gusinja i Plava u sastav crnogorske države, kao i Niša, Pirota, Leskovca i Vranja u sastav srpske te Epira Grčkoj. Također, proklamirala je težnje za ujedinjenjem svih prostora naseljenih albanskim stanovništvom u jednu jedinicu (vilajet) u okviru Osmanskog Carstva, jer je albanski nacionalni prostor bio podjeljen na četiri vilajeta: kosovski, skadarski, janjinski i bitolski. Zbog toga su se javila nagađanja o početnoj podršci Turske, koja je na taj način vidjela prigodu u zadržanju svog imperija pa su je čak nazivali i "produženom rukom Osmanlijske politike". (Navodno financiranje kongresa, kao i slanje oružja i streljiva, nazočnost delegata koji su bili naglašeno odani sultanu itd.). Vodeća ličnost Prizrenske lige je bio Ali-paša Gusinjski, koji je stekao veliki ugled svojim uspjesima u bitkama protiv Crnogoraca 1855., 1879. i 1880. godine. Osnivanje Prizrenske lige pomogao je i osmanski političar i diplomat, također Albanac, Paško Vasa, iako je u ono vrijeme djelovao u Carigradu.

## Povijest
Liga je razvila i jaku diplomatsku aktivnost, kao i propagandnu (albanske novine u Bukureštu). Tu posebno valja istaknuti tri memoranduma upućena Berlinskom kongresu:
- u prvom je predlagala ujedinjenje albanskih zemalja u autonomnu jedinicu u okviru Osmanskog Carstva,
- u drugom (Skadarskom) autonomiju albanske države pod britanskim protektoratom,
- a u trećem, podnesenom konzulima Francuske, Austro-Ugarske i Italije u Skadru, veću autonomiju područja naseljenim albanskim katoličkim stanovništvom.

Kasnije se Liga otvoreno suprotstavila osmanskoj vlasti pa je 1879. digla ustanak na Kosovu. Ustanak je ugušen 1881., a vođe Lige poslane u progonstvo.
Velik je doprinos Prizrenske lige u izgradnji albanske nacionalne svjesti i narodnog jedinstva, bez obzira na vjerske razlike, a isto tako i isticanju prava na samoodređenje malih balkanskih naroda koji su često bili metom imperijalne politike velikih sila.